# UCI Asia Tour 2013
Navigation
Édition précédente Édition suivante
L'UCI Asia Tour 2013 est la neuvième édition de l'UCI Asia Tour, l'un des cinq circuits continentaux de cyclisme de l'Union cycliste internationale. Il est composé de 30 compétitions organisées du 20 octobre 2012 au 29 septembre 2013 en Asie.

## Calendrier des épreuves

### Octobre 2012
| Date  | Course         | Pays  | Classe | Vainqueur       | Équipe              |
| ----- | -------------- | ----- | ------ | --------------- | ------------------- |
| 20-28 | Tour de Hainan | Chine | 2.HC   | Dmitriy Gruzdev | Astana              |
| 21    | Japan Cup      | Japon | 1.HC   | Ivan Basso      | Liquigas-Cannondale |

### Novembre 2012
| Date  | Course            | Pays  | Classe | Vainqueur     | Équipe          |
| ----- | ----------------- | ----- | ------ | ------------- | --------------- |
| 1-8   | Tour du lac Taihu | Chine | 2.1    | Milan Kadlec  | ASC Dukla Praha |
| 18-20 | Tour de Fuzhou    | Chine | 2.2    | Choi Ki Ho    | Hong Kong       |
| 25    | Tour d'Okinawa    | Japon | 1.2    | Thomas Palmer | Drapac          |

### Décembre 2012
| Date  | Course          | Pays      | Classe | Vainqueur  | Équipe             |
| ----- | --------------- | --------- | ------ | ---------- | ------------------ |
| 7-9   | Tour de l'Ijen  | Indonésie | 2.2    | Choi Ki Ho | Hong Kong          |
| 17-21 | Tour du Vietnam | Viêt Nam  | 2.2    | En Huang   | MAX Success Sports |

### Février 2013
| Date  | Course           | Pays     | Classe | Vainqueur          | Équipe                  |
| ----- | ---------------- | -------- | ------ | ------------------ | ----------------------- |
| 3-8   | Tour du Qatar    | Qatar    | 2.HC   | Mark Cavendish     | Omega Pharma-Quick Step |
| 11-16 | Tour d'Oman      | Oman     | 2.HC   | Christopher Froome | Sky                     |
| 21-2  | Tour de Langkawi | Malaisie | 2.HC   | Julián Arredondo   | Nippo-De Rosa           |

### Mars 2013
| Date  | Course                                         | Pays           | Classe | Vainqueur            | Équipe                         |
| ----- | ---------------------------------------------- | -------------- | ------ | -------------------- | ------------------------------ |
| 14    | Championnats d'Asie - contre-la-montre         | Inde           | CC     | Muradian Khalmuratov | Équipe nationale d’Ouzbékistan |
| 14    | Championnats d'Asie - contre-la-montre espoirs | Inde           | CC     | Daniil Fominykh      | Équipe nationale du Kazakhstan |
| 16    | Championnats d'Asie - course en ligne espoirs  | Inde           | CC     | Ali Khademi          | Équipe nationale d'Iran        |
| 17    | Championnats d'Asie - course en ligne          | Inde           | CC     | Muradian Khalmuratov | Équipe nationale d’Ouzbékistan |
| 18-24 | Tour de Taïwan                                 | Taipei chinois | 2.1    | Bernard Sulzberger   | Drapac                         |

### Avril 2013
| Date  | Course               | Pays        | Classe | Vainqueur      | Équipe               |
| ----- | -------------------- | ----------- | ------ | -------------- | -------------------- |
| 1-6   | Tour de Thaïlande    | Thaïlande   | 2.2    | Choi Ki Ho     | Hong Kong            |
| 13-16 | Tour des Philippines | Philippines | 2.2    | Ghader Mizbani | Tabriz Petrochemical |
| 21    | Melaka Governor Cup  | Malaisie    | 1.2    | Lex Nederlof   | CCN                  |

### Mai 2013
| Date  | Course                    | Pays  | Classe | Vainqueur         | Équipe               |
| ----- | ------------------------- | ----- | ------ | ----------------- | -------------------- |
| 19-26 | Tour du Japon             | Japon | 2.1    | Fortunato Baliani | Nippo-De Rosa        |
| 22-27 | Tour d'Iran - Azerbaïdjan | Iran  | 2.2    | Ghader Mizbani    | Tabriz Petrochemical |
| 30-2  | Tour de Kumano            | Japon | 2.2    | Julián Arredondo  | Nippo-De Rosa        |

### Juin 2013
| Date  | Course            | Pays         | Classe | Vainqueur      | Équipe                     |
| ----- | ----------------- | ------------ | ------ | -------------- | -------------------------- |
| 2-9   | Tour de Singkarak | Indonésie    | 2.2    | Ghader Mizbani | Tabriz Petrochemical       |
| 9-16  | Tour de Corée     | Corée du Sud | 2.2    | Michael Cuming | Rapha Condor JLT           |
| 26-30 | Jelajah Malaysia  | Malaisie     | 2.2    | Loh Sea Keong  | OCBC Singapore Continental |

### Juillet 2013
| Date | Course              | Pays  | Classe | Vainqueur         | Équipe               |
| ---- | ------------------- | ----- | ------ | ----------------- | -------------------- |
| 7-20 | Tour du lac Qinghai | Chine | 2.HC   | Samad Poor Seiedi | Tabriz Petrochemical |

### Août 2013
| Date  | Course         | Pays     | Classe | Vainqueur      | Équipe               |
| ----- | -------------- | -------- | ------ | -------------- | -------------------- |
| 18-22 | Tour de Bornéo | Malaisie | 2.2    | Ghader Mizbani | Tabriz Petrochemical |

### Septembre 2013
| Date  | Course                | Pays      | Classe | Vainqueur            | Équipe               |
| ----- | --------------------- | --------- | ------ | -------------------- | -------------------- |
| 4-6   | Tour de Java oriental | Indonésie | 2.2    | José Vicente Toribio | Ukyo                 |
| 14-16 | Tour de Hokkaido      | Japon     | 2.2    | Thomas Lebas         | Bridgestone Anchor   |
| 14-20 | Tour de Chine I       | Chine     | 2.1    | Kirill Pozdnyakov    | Synergy Baku Project |
| 23-30 | Tour de Chine II      | Chine     | 2.1    | Alois Kaňkovský      | ASC Dukla Praha      |

### Épreuves annulées
| Date            | Course             | Pays   | Classe | Cause                  |
| --------------- | ------------------ | ------ | ------ | ---------------------- |
| 15 juin         | Golan I            | Syrie  | 1.2    | Guerre civile syrienne |
| 17 juin         | Golan II           | Syrie  | 1.2    | Guerre civile syrienne |
| 20 juin         | Golan III          | Syrie  | 1.2    | Guerre civile syrienne |
| 24-28 août      | Kerman Tour        | Iran   | 2.2    |                        |
| 25-29 septembre | Tour de Brunei     | Brunei | 2.2    |                        |
| 10-14 novembre  | Milad De Nour Tour | Iran   | 2.2    |                        |

## Classements finals
Source : UCI Asia Tour
| #   | Coureur              | Pays        | Pts |
| 1.  | Julián Arredondo     | Colombie    | 343 |
| 2.  | Alois Kaňkovský      | Tchéquie    | 288 |
| 3.  | Ghader Mizbani       | Iran        | 276 |
| 4.  | Samad Poor Seiedi    | Iran        | 269 |
| 5.  | Benjamin Giraud      | France      | 245 |
| 6.  | Choi Ki Ho *         | Hong Kong   | 243 |
| 7.  | Milan Kadlec         | Tchéquie    | 202 |
| 8.  | Kirill Pozdnyakov    | Russie      | 200 |
| 9.  | Muradian Khalmuratov | Ouzbékistan | 186 |
| 10. | Fortunato Baliani    | Italie      | 172 |

| #   | Équipe               | Pays           | Pts |
| 1.  | Tabriz Petrochemical | Iran           | 813 |
| 2.  | Nippo-De Rosa        | Japon          | 609 |
| 3.  | ASC Dukla Praha      | Tchéquie       | 518 |
| 4.  | Synergy Baku Project | Azerbaïdjan    | 493 |
| 5.  | Astana Continental   | Kazakhstan     | 425 |
| 6.  | La Pomme Marseille   | France         | 346 |
| 7.  | Terengganu           | Malaisie       | 333 |
| 8.  | Drapac               | Australie      | 328 |
| 9.  | RTS-Santic Racing    | Taipei chinois | 291 |
| 10. | Bridgestone Anchor   | Japon          | 256 |

### Classements par nations
| #   | Pays         | Pts    |
| 1.  | Iran         | 1 068  |
| 2.  | Kazakhstan   | 649    |
| 3.  | Japon        | 593    |
| 4.  | Hong Kong    | 592    |
| 5.  | Malaisie     | 588,25 |
| 6.  | Ouzbékistan  | 317    |
| 7.  | Corée du Sud | 278,25 |
| 8.  | Indonésie    | 193    |
| 9.  | Chine        | 185    |
| 10. | Kirghizistan | 148    |

| #   | Pays (U23)   | Pts    |
| 1.  | Hong Kong    | 460    |
| 2.  | Kazakhstan   | 405    |
| 3.  | Iran         | 223    |
| 4.  | Malaisie     | 127,25 |
| 5.  | Liban        | 84     |
| 6.  | Corée du Sud | 84     |
| 7.  | Indonésie    | 48     |
| 8.  | Thaïlande    | 42     |
| 9.  | Japon        | 41     |
| 10. | Ouzbékistan  | 22     |